# 异形冲击
《异形冲击》是由NAXAT软件为PC Engine开发的一款弹珠台游戏。它发行于1988年。后来又被移植到Wii和PlayStation Network上。该游戏是《冲击弹珠台》系列的首部作品。
游戏中，玩家需要以弹球技巧与异形入侵者战斗。整个弹珠台由两个垂直并列的场地组成，每个场地的底部都有一堆弹动器。一旦球由一个场地掉入另一个，游戏便马上结束。游戏中还包括一些隐藏球室，当玩家打退几波异形后便可解锁它们。游戏中的球速和配乐均有两种选择。